# Inagh
Inagh är en ort i republiken Irland.   Den ligger i grevskapet An Clár och provinsen Munster, i den centrala delen av landet, 200 km väster om huvudstaden Dublin. Inagh ligger 57 meter över havet och antalet invånare är 204.
Terrängen runt Inagh är platt åt nordost, men åt sydväst är den kuperad.Runt Inagh är det glesbefolkat, med 20 invånare per kvadratkilometer. Närmaste större samhälle är Ennis, 13,5 km öster om Inagh. Trakten runt Inagh består i huvudsak av gräsmarker.